# 福岡県歯科医師会
公益社団法人福岡県歯科医師会（ふくおかけんしかいしかい 英称 Fukuoka Dental Association）は、福岡県の歯科医師を会員とする法人。

## 本部所在地
- 〒910-0001 福岡県福岡市中央区大名1-12-43

## 郡市歯科医師会
- 京都歯科医師会	(行橋市・京都郡) 行橋市西宮市5-1-5
- 豊前築上歯科医師会 (豊前市・築上郡) 豊前市大字八屋2015-1 活成化センター2F
- 田川歯科医師会	(田川市・田川郡) 田川市大字伊加利字笹尾1585
- 直方歯科医師会	(直方市・若宮市・鞍手郡) 直方市大字山部759-1
- 飯塚歯科医師会	(飯塚市・嘉麻市・嘉穂郡) 飯塚市片島3-11-29
- 宗像歯科医師会	(宗像市・福津市) 宗像市大字村山田175-1
- 粕屋歯科医師会	(古賀市・糟屋郡) 福岡市中央区大名1-12-43 福岡県歯科医師会館2F
- 福岡市歯科医師会 (福岡市) 福岡市中央区大名1-12-43
- 糸島歯科医師会	(前原市・糸島郡) 前原市前原東2-7-52
- 筑紫歯科医師会(筑紫野市・春日市・大野城市・太宰府市・筑紫郡) 春日市春日原北町1-3-6
- 朝倉歯科医師会	(朝倉市・朝倉郡) 朝倉市牛木293-1
- 小郡三井歯科医師会 (小郡市・三井郡) 小郡市小郡278-9
- 浮羽歯科医師会	(うきは市・久留米市田主丸町)うきは市吉井町814-2
- 久留米歯科医師会 (久留米市・久留米市北野町) 久留米市櫛原町5-98
- 八女筑後歯科医師会 (八女市・筑後市・八女郡) 八女市大字本町774
- 大川三潴歯科医師会 (大川市・三潴郡・久留米市城島町・久留米市三潴町) 三潴郡大木町横溝3346-1
- 柳川山門歯科医師会 (柳川市・みやま市) 柳川市三橋町白鳥642-8
- 大牟田歯科医師会 (大牟田市・三池郡) 大牟田市不知火町2-149
- 門司歯科医師会	(門司区) 北九州市門司区東本町2-3-10
- 小倉歯科医師会	(小倉北区・小倉南区) 北九州市小倉北区大手町11-6
- 戸畑歯科医師会	(戸畑区) 北九州市戸畑区新池2-1-39
- 若松歯科医師会	(若松区) 北九州市若松区白山1-6-30
- 八幡歯科医師会	(八幡東区・八幡西区) 北九州市八幡東区前田3-3-15
- 遠賀歯科医師会 (中間市・遠賀郡) 遠賀郡水巻町吉田西2-1-10